# مصطفی مشهور
مصطفی مشهور (زاده سپتامبر ۱۹۲۱ میلادی - درگذشته ۲۹ اکتبر ۲۰۰۲ میلادی)در شهر منیا القمح در استان شرقیه در مصر به دنیا آمد. او پس از درگذشت محمد حامد ابونصر در سال ۱۹۹۶ میلادی به عنوان پنجمین مرشد عام جماعت اخوان المسلمین مصر انتخاب شد.